# Rutsker Sogn
Rutsker Sogn 
ist eine Kirchspielsgemeinde (dän.: Sogn)
auf der dänischen Insel Bornholm.
Bis 1970 gehörte sie zur Harde Bornholms Nørre Herred im damaligen Bornholms Amt, danach mit dem Wegfall der Hardenstruktur zur Hasle Kommune im unveränderten Bornholms Amt, die wiederum zum Januar 2003 in der Bornholms Regionskommune aufgegangen ist. Die Regionskommune war zunächst – wie Kopenhagen und Frederiksberg – amtsfrei, also direkt dem Staat unterstellt, und wurde dann mit der Kommunalreform zum 1. Januar 2007 der Region Hovedstaden zugeordnet.
Im Kirchspiel leben 569 Einwohner (Stand: 1. Januar 2023).

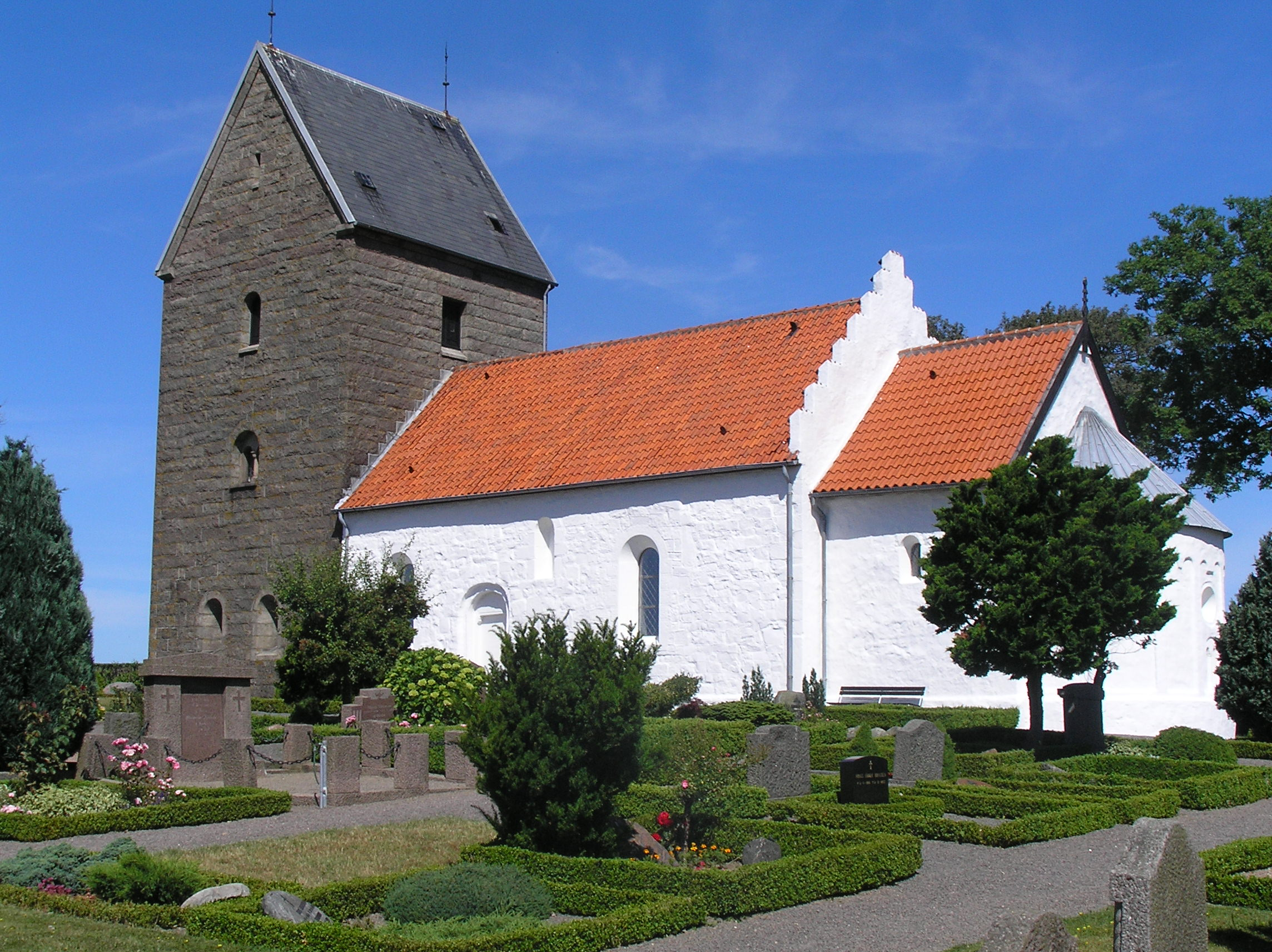
Ruts Kirke

Die im Kirchspiel gelegene „Ruts Kirke“ ist Bornholms höchstgelegene Kirche und wurde um 1200 im romanischen Baustil errichtet. im Chor befindet sich eine Lampe aus der Festung Hammershus. Bornholms Befreier Povl Anker (* 1630; † 1697) war Pfarrer dieser Kirche.
Rutsker Sogn wird durch Olsker Sogn und Klemensker Sogn in einen kleinen östlich gelegenen und einen größeren, an der Westküste liegenden Teil geteilt. Weitere Nachbargemeinden sind im Norden Allinge-Sandvig Sogn, im Osten Rø Sogn und im Süden Hasle Sogn.